# Placyda Bukowska
Placyda Bukowska z domu Siedlecka (ur. 1907 w Białymstoku, zm. 18 grudnia 1974 tamże) – artystka, malarka. Zajmowała się malarstwem, grafiką, projektowaniem oraz komponowaniem w drewnie. Uprawiała malarstwo olejne, akwarele i pastele, wykonywała portrety, pejzaże, scenki rodzajowe i abstrakcje.

## Życiorys
Urodziła się jako trzecie z siedmiorga dzieci w rodzinie Zuzanny (z domu Niemotko) i Jana Siedleckiego, który prowadził zakład szewski. Dom rodzinny zlokalizowany był przy ul. Czystej. Absolwentka założonego w 1919 roku Państwowego Gimnazjum im. księżnej Anny z Sapiehów Jabłonowskiej (mieszczącego się w gmachu przy ul. Mickiewicza 1 w Białymstoku). Od 1929 roku studiowała malarstwo na Wydziale Sztuk Pięknych Uniwersytetu Stefana Batorego w Wilnie, m.in. pod kierunkiem profesora Ludomira Sleńdzińskiego (pracownia malarstwa figuralnego).
Studia zakończyła w 1936 roku i przystąpiła do nowo utworzonej Spółdzielni Pracy Artystów Wileńskich, wykonującej zlecenia na prace architektoniczne i dekoracyjne wystaw i targów (inicjatorką SPAW była Hanna Milewska, do zrzeszenia należeli m.in. Ildefons i Barbara Houwalt; zadaniem organizacji było pozyskiwanie zamówień na wykonywanie prac plastycznych przy jednoczesnej dbałości o poziom wileńskiej sztuki użytkowej). Dwa lata przed II wojną światową Placyda weszła do zawiązującego się stowarzyszenia „Grupy Wileńskiej”, powołanego przez młode pokolenie plastyków poszukujących dla siebie odmiennych wyzwań i dróg niż te, którymi podążało starsze pokolenie.
Żona Stanisława Bukowskiego, architekta, urbanisty i konserwatora zabytków. Poznali się w drugiej połowie lat 30. na polu zawodowym – w trakcie prac przy zabytkach. Związek małżeński zawarli w 1937 roku. Przed wojną związani byli z Wilnem, w którym zamierzali osiąść na stałe. Skutkujący przesunięciem granic system pojałtański sprawił, że po wojnie zamieszkali w rodzinnym mieście Placydy – Białymstoku. 
Malarka od 1946 roku uczyła w średniej Szkole Sztuk Plastycznych i Ognisku Plastycznym w Białymstoku. W 1950 roku urodziła syna Andrzeja (zm. 2004), który miał zespół Downa. Przez osiem lat, zaabsorbowana opieką nad niepełnosprawnym dzieckiem, wyłączona była z twórczej aktywności malarskiej. Zmarła na atak serca, pięć lat po jej śmierci odszedł mąż Stanisław; spoczywają razem na białostockim cmentarzu św. Rocha.

## Aktywność artystyczna
W 1961 roku w Muzeum Okręgowym w Białymstoku miała miejsce indywidualna wystawa prac Placydy (malarstwo, pastele, akwarele, rysunki), a w 1965 roku jej twórczość zaprezentowano na Wystawie Czterech Województw – Lublin, Kielce, Rzeszów, Białystok w Lublinie. Cztery lata później odbyła się kolejna wystawa indywidualna w mieście zamieszkania – tym razem Kompozycje w drewnie w klubie Międzynarodowej Prasy i Książki, zorganizowana przez Białostockie Towarzystwo Sztuk Pięknych oraz Klub Międzynarodowej Prasy Książki „Ruch”. 
Najczęściej swe obrazy sygnowała na dole (w lewym lub prawym rogu), używając inicjałów P.B., rzadziej P. Bukowska, lub przy użyciu skrótu imienia Pela złączonego z datą. Bukowska była współzałożycielką i prezesem białostockiego Okręgu Związku Polskich Artystów Plastyków. Podlaski malarz Stefan Rybi, wieloletni prezes Okręgu ZPAP w Białymstoku, charakteryzując twórczość Placydy, pisał: „Miała swój dziwny świat, cichy romantyzm. W czasach początków wszelkich «izmów» nie było to dobrze widziane. Nie był rozumiany ktoś taki jak Pela, artystka z zadumą ilustratorską. Jej obrazy to świat kobiety w zieleniach, w subtelnych kolorach, to sztuka do wewnątrz, do kontemplacji”.
Aktywność zawodowa Placydy Bukowskiej po II wojnie światowej związana była silnie z pracami, których kierownikiem był jej mąż, architekt inżynier. Po przybyciu do Białegostoku objął on m.in. kierownictwo prac przy ukończeniu budowy kościoła św. Rocha (skonstruował mur wokół wzgórza, który miał zapobiec dalszemu osuwaniu się skarpy, był także autorem ołtarzy Matki Boskiej Różańcowej i Świętego Antoniego). Placyda wraz z rzeźbiarzem Stanisławem Horno-Popławskim (który tuż po wojnie był profesorem Szkoły Sztuk Pięknych w Białymstoku), rzeźbiarką Ireną Pławską oraz artystą plastykiem Aleksandrem Welsem uczestniczyła w pracach projektowych związanych z zagospodarowaniem terenu wokół świątyni i wyposażeniem jej wnętrza (projekty schodów, krużganków i wystroju wnętrza). Zaprojektowała witraż w stropie tego monumentalnego kościoła, przedstawiający gołębicę i symbole czterech ewangelistów, a ponadto współpracowała z architektami i rzeźbiarzami przy wystroju wnętrz i dekoracji na zewnątrz budynków. Prace w kościele pw. św. Rocha angażowały ją od drugiej połowy lat 50. do 1966 roku.
Ostatnie lata szóstej dekady XX wieku (1957–1959) angażują Placydę w prace projektowe kompozycji figuralnych (płaskorzeźb) w nowo konsekrowanym kościele w białostockiej dzielnicy Dojlidy. Projekt całej świątyni, której proboszczem i budowniczym był ks. Antoni Lewosz, wykonał Stanisław Bukowski (był to jego drugi projekt sakralny – dwa lata wcześniej opracował pierworys kościoła parafialnego pw. Matki Boskiej Pocieszenia w Chodorówce Nowej, w podlaskiej gminie Suchowola).  Wykonawcą płaskorzeźb opracowanych przez Placydę został artysta rzeźbiarz Jerzy Machaj, zaś Drogę Krzyżową z ceramiki wykonała warszawska artystka rzeźbiarka Irena Pławska, współpracująca z Placydą przy innych realizacjach. Artystka uczestniczyła w pracach w zakresie wyposażenia i dekoracji wnętrz tej modernistycznej świątyni pw. Niepokalanego Serca Maryi: wykonała monumentalny obraz Pana Jezusa do kaplicy bocznej (obecnie na plebanii parafii św. Jana Chrzciciela w Dojlidach Górnych), trzykrotnie podejmowała próbę namalowania obrazu Niepokalanego Serca Maryi, były to jednak prace zbyt indywidualne (np. rude włosy u Matki Bożej), aby mogły służyć powszechnemu kultowi. Potencjał twórczy Placydy był wykorzystywany przez jej męża Stanisława także podczas prac przez niego prowadzonych przy renowacji czy projektowaniu budynków użyteczności publicznej. Artystka wykonała jeden z pierwszych neonów w mieście z przedstawieniem Damy Kameliowej – zarys kobiecej postaci trzymającej trójkątny kieliszek do martini. Neon przez długie lata rozświetlał hotel Miejski przy ul. Lipowej (obecnie hotel Cristal) – zniknął po remoncie i modernizacji budynku w ostatniej dekadzie XX wieku.